# Sismicidad

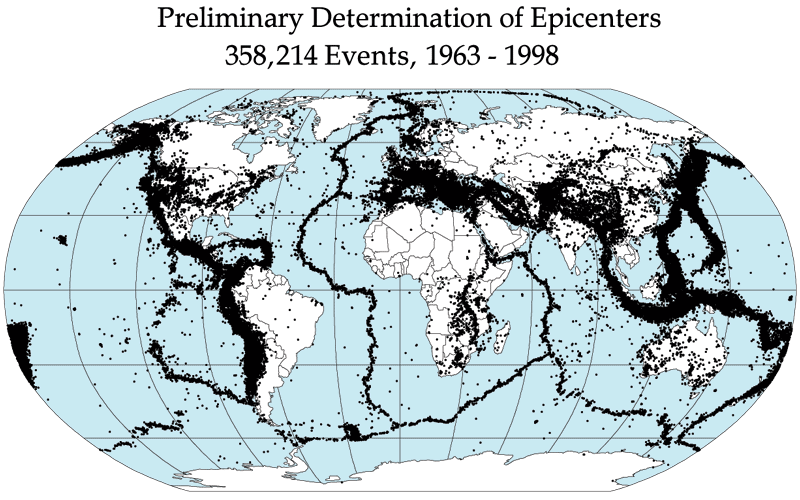
Mapa con la ubicación de epicentros de terremotos entre 1963 y 1998, que pone de manifiesto los límites de las principales placas tectónicas de la Tierra.

La sismicidad es la medida de la actividad sísmica de algún lugar específico, según su frecuencia e intensidad a lo largo del tiempo. Un lugar o región puede tener alta o baja sismicidad, lo que tiene relación con la frecuencia con que ocurren sismos en ese lugar. Un estudio de sismicidad es aquel que muestra un mapa con los epicentros y el número de sismos que ocurren en algún período.
La sismicidad tiene ciertas leyes. Una de las más usadas es la ley de Charles Francis Richter que relaciona el número de sismos con la magnitud.
Se denomina sismo, seísmo o terremoto a las sacudidas o movimientos bruscos del terreno generalmente producidos por disturbios tectónicos o volcánicos. En algunas regiones de América se utiliza la palabra temblor para indicar movimientos sísmicos menores y terremoto para los de mayor intensidad. La ciencia que se encarga del estudio de los sismos, sus fuentes y de cómo se propagan las ondas sísmicas a través de la Tierra recibe el nombre de sismología.
Las zonas de mayor sismicidad se relacionan con los límites de las placas tectónicas funcionales o incipientes.
- Datos: Q382539

```
echo por el universo
```